# (3) Юнона
(3) Юно́на (лат. Juno) — астероид главного астероидного пояса. Открыт 1 сентября 1804 года немецким астрономом Карлом Хардингом в обсерватории Шрётера. Назван в честь древнеримской богини, супруги Юпитера Юноны.
Астероид обращается вокруг Солнца за 4,37 юлианских лет. Установлено, что его масса составляет 1 % массы всего главного пояса.

## Физические характеристики

Сравнение размеров: 10 первых открытых астероидов в сравнении с земной Луной. Юнона на рисунке третья слева. Крайний левый объект — Церера, которую сейчас относят к карликовым планетам

Юнона — самый крупный астероид класса S после Эвномии. Его масса составляет 3 % массы крупнейшего тела Пояса астероидов — Цереры.